# Asystasia gangetica
Asystasia gangetica ist eine Pflanzenart aus der Gattung Asystasia innerhalb der Familie der Akanthusgewächse (Acanthaceae).

## Beschreibung

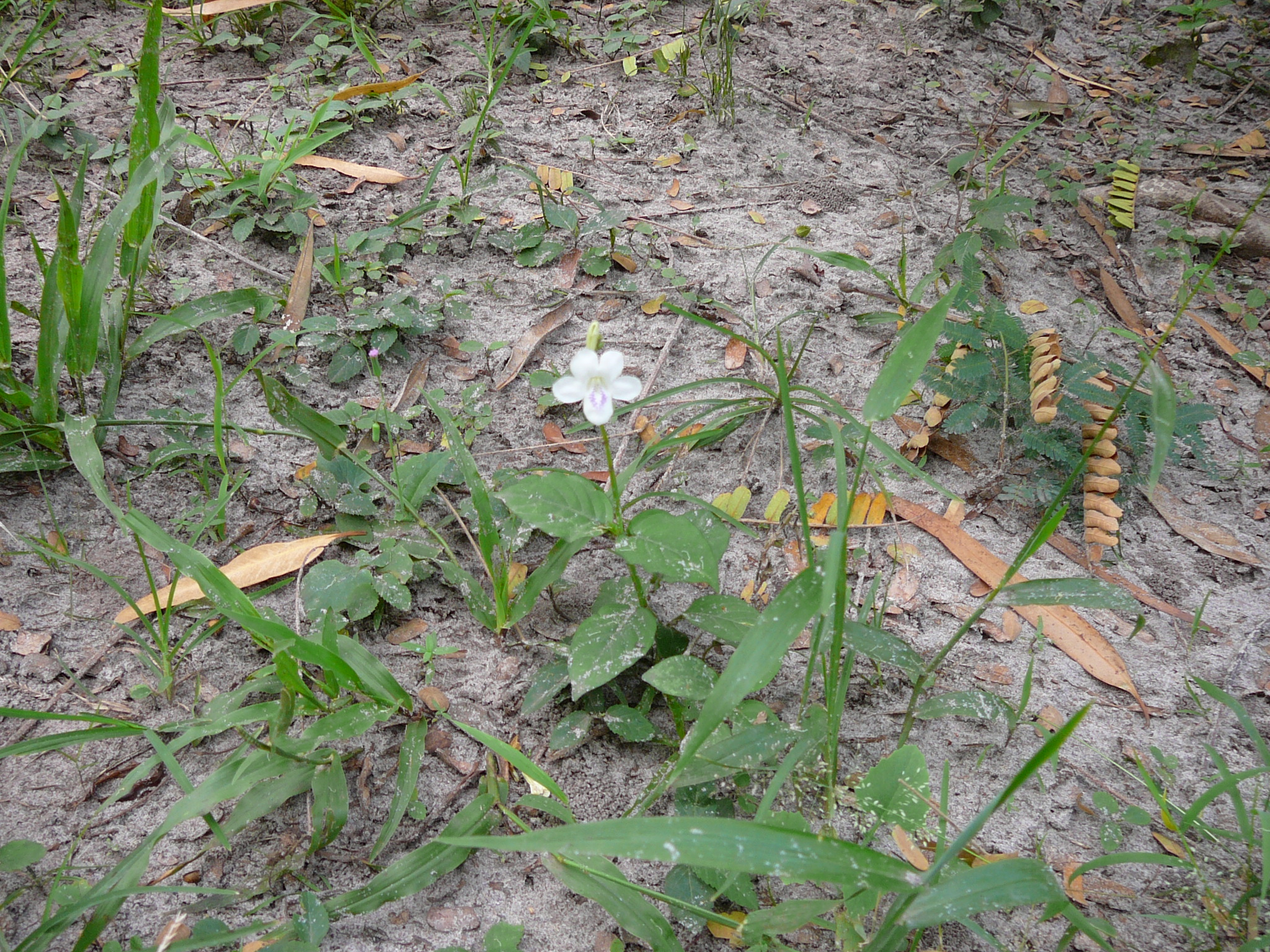
Habitus im Habitat in Gambia

### Vegetative Merkmale
Asystasia gangetica ist eine oft niedrig und kriechend wachsende ausdauernde krautige Pflanze, die auch manchmal aufrecht buschig wächst und manchmal leicht verholzt. Die unregelmäßig angedrückt flaumig behaarten Stängel sind überhängend bis aufrecht.
Die Laubblätter sind gegenständig angeordnet. dünnen Blattspreiten sind bei einer Länge von bis zu 6 Zentimetern ei- bis fast kreisförmig mit stumpfer bis fast herzförmiger Spreitenbasis und zugespitztem oberen Ende. Der Blattrand ist glatt. Es sind keine Nebenblätter vorhanden.

### Generative Merkmale
Die endständigen, traubigen Blütenstände sind einseitswendig. Die Trag- und Deckblätter sind bei einer Länge von 1 bis 2 Millimetern dreieckig mit zugespitztem oberen Ende.
Die zwittrigen Blüten sind zygomorph und fünfzählig mit einer doppelten Blütenhülle (Perianth). Die fünf behaarten Kelchlappen sind bei einer Länge von 5 bis 7 Millimetern lanzettlich-zugespitzt. Die fünf purpurfarben, gelben oder weißen, 3 bis 4 Zentimeter langen Kronblätter sind zu einer 0,5 bis 1 Zentimeter langen, oft leicht gekrümmten Kronröhre verwachsen, die zweilippig mit einer Breite von etwa 15 Millimeter endet. Dabei teilt sich die obere Lippe in zwei und die untere in drei Lappen. Der untere mittlere Kronlappen ist am größten und besitzt lilafarbene Punkte.
Die Kapselfrucht ist etwa 3 Zentimeter lang. Die hellbraunen Samen sind unregelmäßig diskusförmig.
Die Chromosomenzahl beträgt 2n = 26, 28 oder 50.

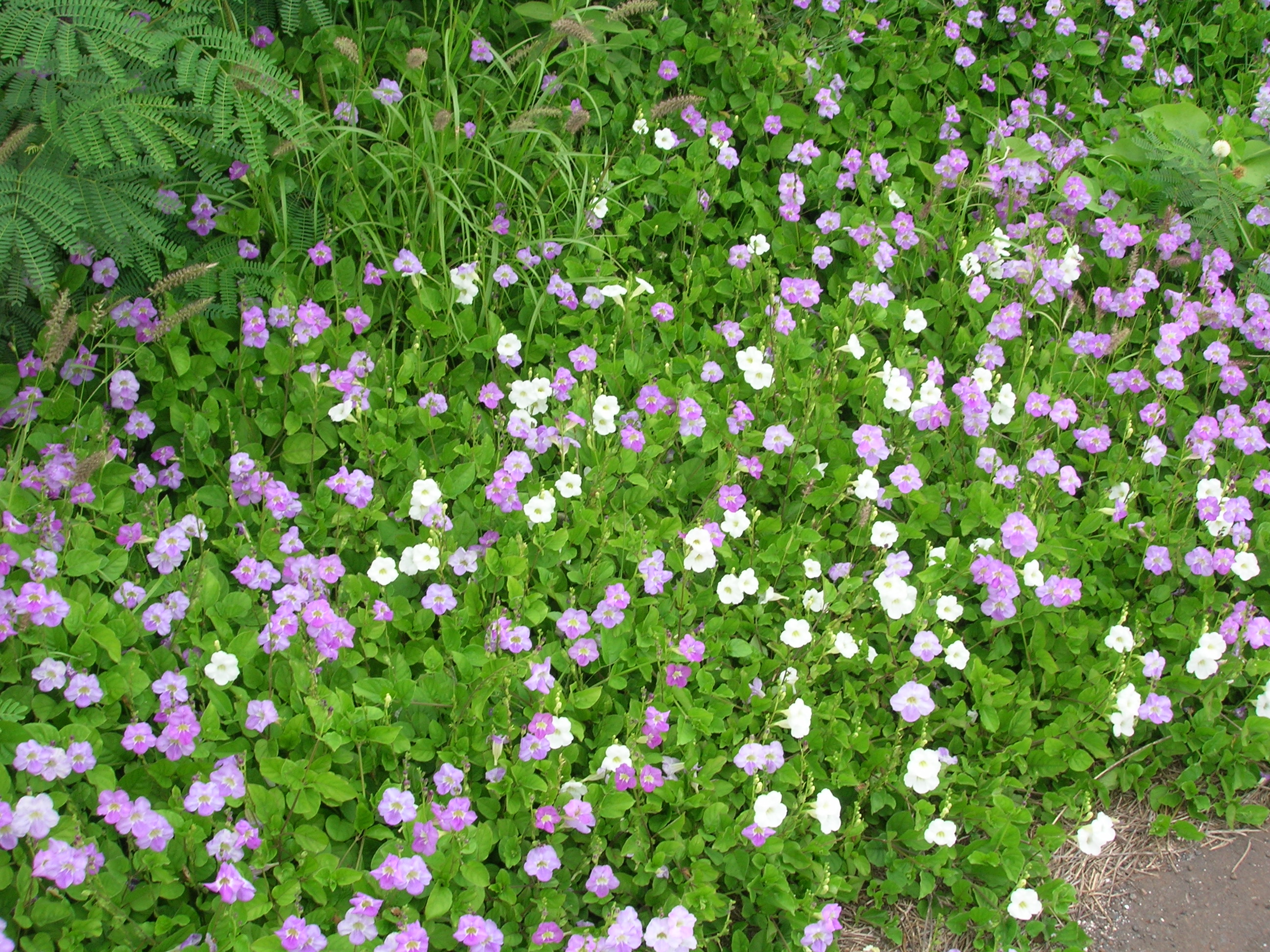
Als invasive Pflanze in Hawaii

## Systematik und Verbreitung

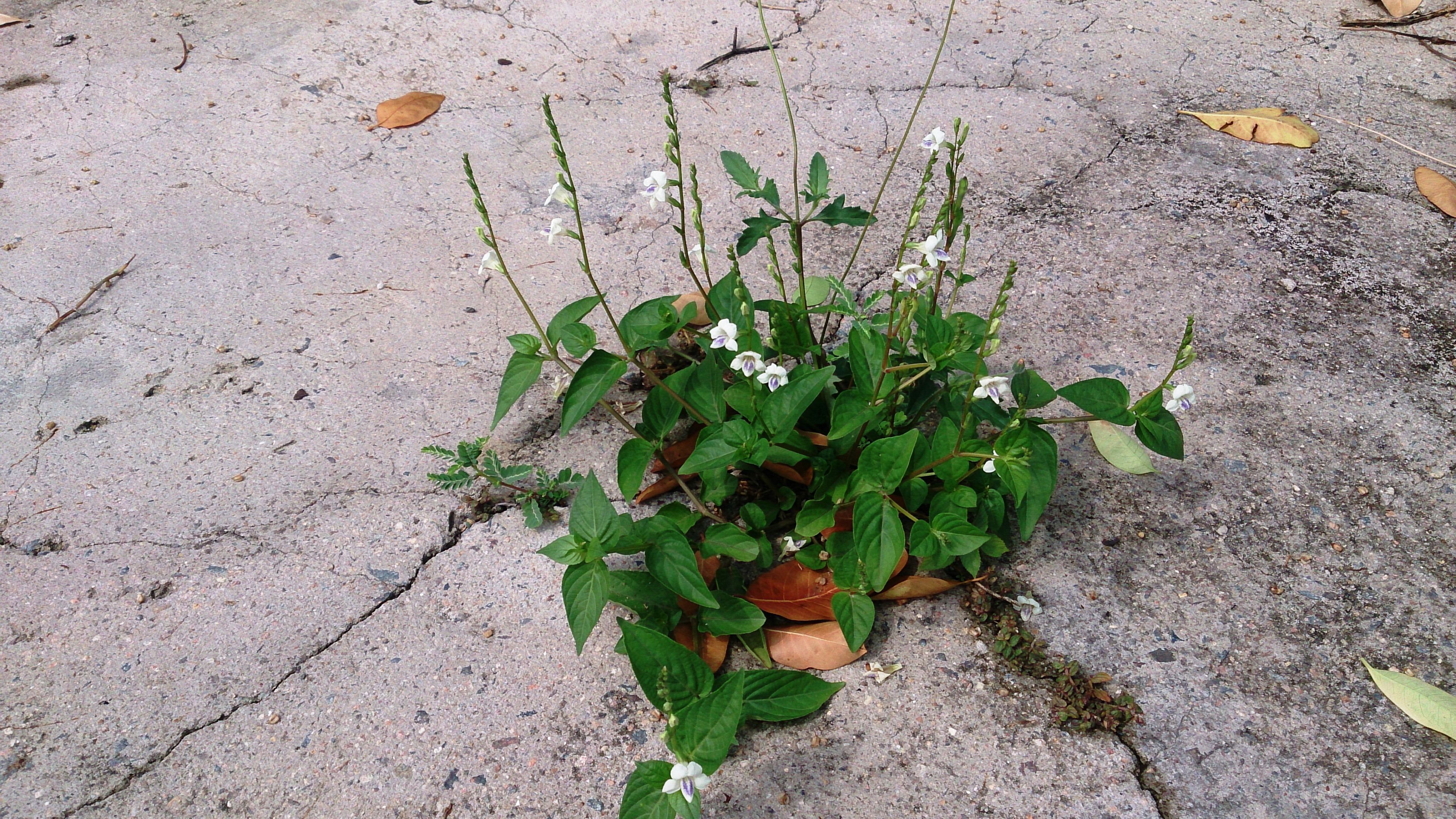
Habitus von Asystasia gangetica subsp. micrantha

Diese Art wurde 1756 von Carl von Linné in Centuria II. Plantarum ..., Seite 3–4 als Justicia gangetica erstveröffentlicht. Sie wurde 1860 von Thomas Anderson in George Henry Kendrick Thwaites: Enumeratio Plantarum Zeylaniae S. 235–236 als Asystasia gangetica (L.) T.Anderson in die Gattung Asystasia gestellt. Das Artepitheton gangetica ist vom Strom Ganges in Indien abgeleitet. Weitere Synonyme für Asystasia gangetica (L.) T.Anderson sind: Asystasia coromandeliana Burkill & C.B.Clarke, Asystasia coromandeliana Nees.
Ursprünglich kommt Asystasia gangetica vom tropischen bis südliche Afrika und in Indien vor. Asystasia gangetica ist in vielen Gebieten der Tropen, beispielsweise in Australien, ein Neophyt. In vielen Gebieten, besonders auf Inseln, gilt sie als invasive Pflanze.
Es gibt etwa zwei Unterarten:
- Asystasia gangetica (L.) T.Anderson subsp. gangetica (Syn.: Ruellia zeylanica J.Koenig ex Roxb., Asystasia comorensis Nees): Sie kommt ursprünglich nur in Indien vor.[3]
- Asystasia gangetica (L.) T.Anderson subsp. micrantha (Nees) Ensermu (Syn.: Asystasia bojeriana Nees, Asystasia comorensis Nees, Asystasia comorensis var. humilis Nees, Asystasia coromandeliana var. micrantha Nees, Asystasia intrusa Blume, Asystasia micrantha (Nees) Y.F.Deng & N.H.Xia[4]): Sie kommt ursprünglich im tropischen, im südlichen Afrika und auf Madagaskar vor.[3]

Asystasia gangetica gehört zur Gattung Asystasia in der Tribus Justicieae aus der Unterfamilie der Acanthoideae in der Familie der Acanthaceae.

## Verwendung
In einigen Teilen von Afrika werden die Blätter als Gemüse verzehrt.
Asystasia gangetica wird auch als Zierpflanze genutzt.

## Trivialname
Im englischen Sprachraum auch der Trivialnamen „Chinese violet“ verwendet.